# RSU1
RSU1‏ (Ras suppressor protein 1) هوَ بروتين يُشَفر بواسطة جين RSU1 في الإنسان.